# جاده ئی۹۳۲ اروپا
جاده ئی۹۳۲ اروپا (به انگلیسی: European route E932) یکی از جاده‌های درجه ۲ قاره اروپا است.
این جاده که در کشور ایتالیا قرار دارد از شهر بونفورنلو] شروع شده و در شهر کاتانیا  به پایان می‌رسد.